# Lukas Stepanik

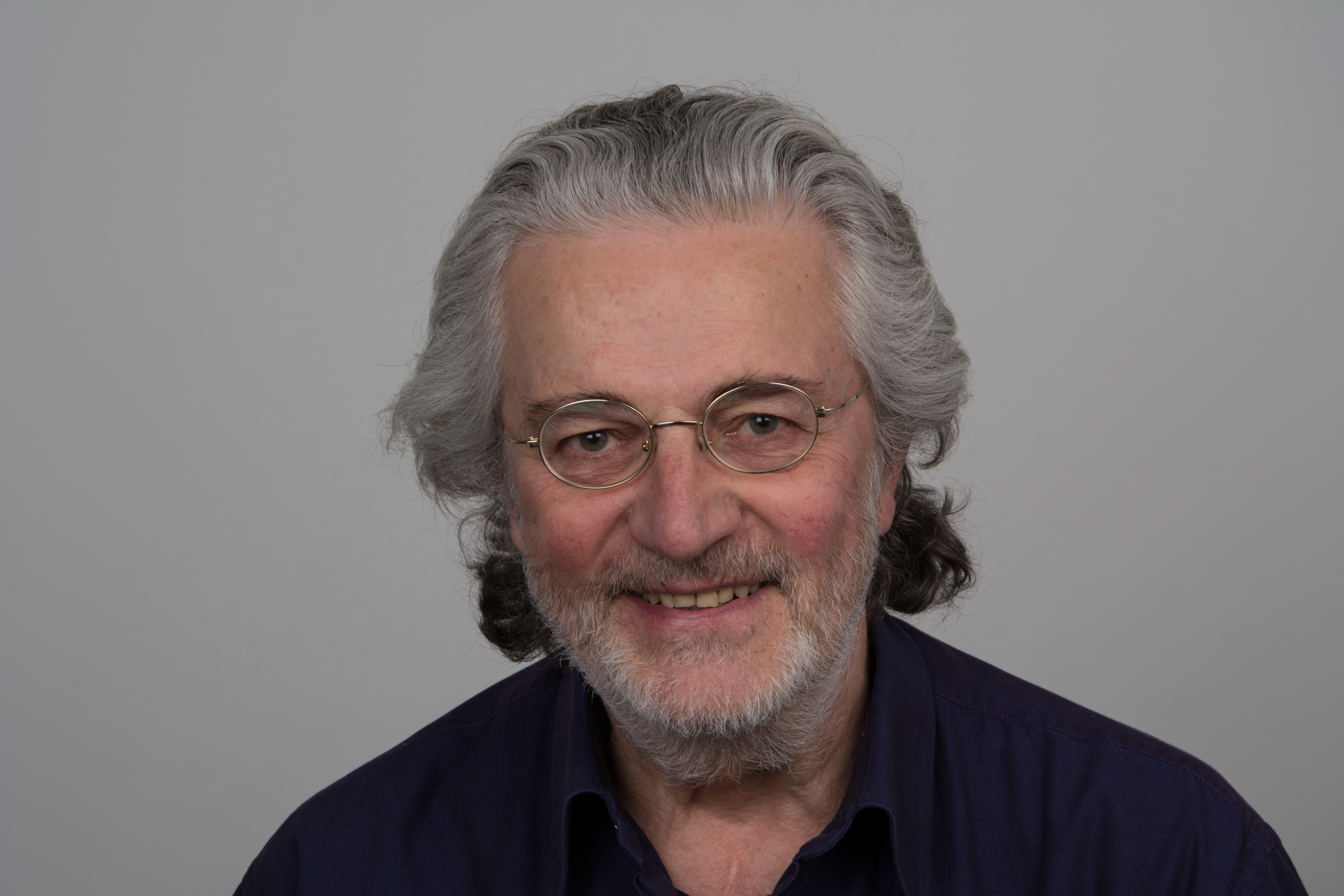
Lukas Stepanik (2016)

Lukas Stepanik (* 1950 in Wien) ist ein österreichischer Regisseur, Drehbuchautor und Produzent.

## Leben
Lukas Stepanik studiert ab 1970 Regie, Drehbuch und Produktion an der Filmakademie Wien. Dort diplomierte er 1976 im Fach Regie. Von 1974 bis 1977 arbeitete er als Editor, Aufnahmeleiter und Regieassistent bei Axel Corti, Käthe Kratz und Peter Patzak. Stepanik drehte ab 1977 eigene Spiel- und Dokumentarfilme für das Fernsehen sowie unabhängige Filmproduktionen. 1980 gehörte er zu den Gründern der Filmproduktionsgesellschaft Extrafilm und begann seine Tätigkeit als Filmproduzent. Sein erster Kinospielfilm, den er als Regisseur verwirklichte, war Kieselsteine im Jahr 1982.
Stepanik kehrte 1984 als Assistent in der Regie-Klasse an die Filmakademie Wien zurück. Dort lehrte er ab 1989 als Assistenz-Professor (Dozent). Von 1990 bis 1993 sowie im Sommersemester hatte er die interimistische Leitung der Regie-Klasse inne. Seit 2002 ist er außerordentlicher Professor an der Filmakademie.

## Filmografie
- 1977: Schiessen (Fernsehfilm) Regie, Drehbuch: Felix Mitterer
- 1978: Vatertag (Fernsehfilm) Regie
- 1980: Auf der Strecke (Fernsehfilm) Regie
- 1981: Bittersweet (Fernsehfilm) Regie
- 1982: Kieselsteine, Regie
- 1983: Wem Gott schenkt ein Häschen (Fernsehfilm) Regie
- 1984: ... beschloss ich, Politiker zu werden (Fernsehfilm) Regie
- 1985: Wie Tag und Nacht (Fernsehfilm) Regie
- 1986: Kalkutta, Kalkutta (Fernsehfilm) Regie
- 1988: Unter Freunden, Regie
- 1997: Nehmt euch Zeit und nicht die Lust, Regie
- 1999: Professor Niedlich, 85 min., Regie
- 2002: Gebürtig, 110 min., Regie/Buch mit Robert Schindel
- 2019: Der Taucher (Koproduzent)